# Cosima Wagner
Cosima Wagner (születési nevén: Francesca Gaetana Cosima De Flavigny Von Liszt) (Bellagio, 1837. december 24. – Bayreuth, 1930. április 1.) Liszt Ferenc magyar zeneszerző és zongoraművész, valamint Marie d’Agoult írónő lánya, Richard Wagner zeneszerző második felesége.

## Életpályája
1857. augusztus 18-án feleségül ment Hans von Bülowhoz. 1870-ben elváltak és ebben az évben feleségül ment Richard Wagnerhez.
Richard Wagner 1883-ban bekövetkezett halála után Cosima folytatta a Bayreuthi Ünnepi Játékok ügyeinek intézését.
1906-ban visszavonult, és ekkor a fia, Siegfried Wagner vette át a fesztivál irányítását.
Utolsó éveiben Cosima egy szélhűdés után szinte vak lett, és részben megbénult.

## Magyarul megjelent művei
- Napló. 1869–1883. Válogatás; vál., szerk., előszó Kroó György, ford., jegyz. Hamburger Klára; Gondolat, Bp., 1983